# Jukebox trio
Jukebox trio — акапельное трио, выступающее в своем собственном стиле, сочетая техники а капелла и битбокс. Наряду с собственными песнями, группа создает и кавер-версии мировых хитов.

## История
Коллектив начал свою творческую деятельность в 2004 году в городе Казань.
В 2006 году для трио произошло первое значимое событие — участие на фестивале «Новая волна 2006» в Юрмале. Тогда о ребятах узнала вся страна.
Участвовали в полнометражной картине «Элвин и бурундуки», где спели все русскоязычные песни легендарных мультперсонажей, после чего стали ассоциироваться у всего творческого коллектива с этими забавными зверьками.
В 2007 группа стала хедлайнером фестиваля «Усадьба Jazz» в Архангельском, сорвав овации десятитысячной аудитории.
В июле 2007-го музыканты открыли концерт перед выступлением Элтона Джона в Ростове-на-Дону для аудитории 90 000 человек на городской площади.
В августе 2007-го выпустили первое видео на песню «Girl» совместно с Александром Реввой из Comedy Club. Клип был признан лучшим в разделе Rambler Vision. В сентябре того же года был снят второй клип на песню «So, Let Me Know». Режиссёром обоих видео стал Александр Андрющенко, который также создавал клипы для «Би-2» и «Лакмус».
В 2007-ом группа приняла участие в съёмках 331 серии сериала «Папины дочки», где выступила на снившейся Маше свадьбе с песней «Я-я-я».
В сентябре 2015 года Jukebox trio выступили перед Aerosmith на дне города Москвы, численность аудитории была 400 000 человек.
В 2015 году стали финалистами шоу «Главная сцена» на канале «Россия-1».
С февраля 2016 года Jukebox trio стали музыкальными резидентами шоу «Подмосковные вечера» на Первом канале.
В 2017 году Jukebox trio впервые приняли участие в Фестиваля татарской песни «Узгэреш жиле» в театре оперы и балета им. Мусы Джалиля в Казани и удивили зрителей неожиданной интерпретацией татарских народных песен «Ком бураны» и «Алмагачлары». 
С 25 мая 2019 года Juxebox trio стали музыкальными резидентами шоу «Дело было вечером» на СТС, аналог шоу «Подмосковные вечера».
В январе 2020 года Jukebox trio выступили в Нью-Йорке в Карнеги Холл в рамках фестиваля «Узгэреш жиле».  Артистам аплодировали стоя на главной сцене Америки.
В 2021 финалистами Национального открытого чемпионата творческих компетенций ArtMasters был снят и выпущен клип на песню «Покорми кота». Видеоролик стал победителем ARTMASTERS, торжественное вручение премий которого проходило в начале сентября на сцене Большого театра со съемкой для Первого канала.
В 2023 приняли участие в шоу «Конфетка» на ТНТ, исполнив композицию «Извращенка». И хотя песня не стала победителям выпуска, но оказалась одной из самых прослушиваемых, а видеоролики с фрагментом эфира набрали миллионы просмотров в социальных сетях.
Выступление группы на фестивале «Джаз на Зелёном острове» в 2023 году посмотрело 120 тысяч зрителей трансляции в эфире телеканала «Липецкое время» и более 6000 тысяч человек лично в Липецке, а выступление в эфирном гала-концерте IV Музыкального образовательного форума Леонида Агутина Aguteens forum посмотрела не раз аудитория телеканала НТВ. Критики называют эту версию песни в исполнении Jukebox tiro лучшим кавером на "Остров" Леонида Агутина.

## Состав
- Владимир Иванов — лид-вокал
- Илья Иванов — битбокс, вокал
- Гарри Краулис (Игорь Стулов) — бас, вокал
- Продюсер — Валерий Марьянов

Создатель группы, экс-участник и художественный руководитель — Кирилл Шарафутдинов (брат Максима Шарафутдинова).

## Награды
- Фестиваль «Новая волна 2006» в Юрмале.

## Дискография
- Февраль 2009 — Acappellipsis![10]
- Май 2011 — Rodina Часть 1
- Октябрь 2011 — второй сингл группы «Whiskey»
- Октябрь 2012 — Rodina Часть 2
- 2015 — Triology
- 2016 — ИВолГа

## Клипы
- 2007 — «Girl»
- 2007 — «So, Let Me Know»
- 2011 — «Я-я-я»
- 2012 — «Zимняя»
- 2012 — «Собачий Блюз»
- 2014 — «Досуги-Буги»
- 2016 — «Whiskey»
- 2016 — «No Strings Attached»
- 2016 — «Спешите любить»
- 2018 — «Сука любовь» (OST «Я худею»)
- 2018 — «Бит и Бас» ft. DJ Groove
- 2019 — «Влюбился»
- 2020 — «Немедленный танец»
- 2021 — «Покорми кота»

## Кавер-версии
- Prince — Kiss
- Сержио Мендес — Mas que nada
- Bob Marley — No Woman, No Cry
- Elvis Presley — A Little Less Conversation
- Cream — Sunshine of Your Love
- Muse — Muscle Museum
- Nirvana — Smells Like Teen Spirit
- Чайф — Аргентина — Ямайка
- Tequilajazzz — Зимнее солнце
- Madcon — Beggin
- Волга-Волга — Ира
- Whitney Houston — Queen of the Night (King of the Night)
- Аквариум — Пока не начался джаз[11]
- Алла Пугачёва — Лестница
- Billy’s Band — Снежная королева
- Звуки Му — Досуги-буги
- Александр Ф. Скляр — Ночь после лета
- Наутилус Помпилиус — Гороховые зёрна
- Daft Punk — Around the World
- Иванушки International — Тучи
- The Weeknd — Can’t Feel My Face